# 中川愛理沙
中川ありさ（旧芸名：中川愛理沙、なかがわ ありさ、1996年2月13日 - ）は、日本のファッションモデル。2015年のミス・インターナショナル日本代表。
所属事務所はADESSOからサトルジャパンを経て、現在はイマージュエンターテインメントで活動。

## 経歴
1996年2月13日、福島県福島市に生まれる。2歳からクラシックバレエを習う。
2008年、モデルの母の影響で芸能界入り。
2009年、第12回全日本国民的美少女コンテストに出場。本戦に残るがグランプリなどの受賞は逃す。
その後、芸能活動中と並行して学業をつづけ、2014年3月、植草学園大学附属高等学校を卒業。
和洋女子大学家政学群服飾造形学類に入学。
大学在学中の2014年11月4日、ミス・インターナショナル日本代表選出大会で優勝。記者らの取材に対し「今まで支えてくれた両親に感謝します」「いろいろなことをスポンジのように吸収して、優勝しなければいけません！」「大学で学んでいる和裁の技術、伝統を世界に広げていきたい」とコメント。
2015年4月、居住地である大網白里市の「観光大使」受任（任期2年）。
2015年6月、福島市の花見山で『神のまにまに』（れるりり feat. ミク&リン&GUMI）にあわせてダンスを披露する動画がYouTube福島県公式チャンネルで公開される。巫女装束を思わせる衣装で4分17秒の動画に出演。
2015年11月5日、都内で開催された第55回ミス・インターナショナル世界大会（ミス・インターナショナル2015）に出場。世界70の国と地域の代表が美を競い合った。優勝はベネズエラ代表のエディマー・マルティネス。中川は入賞を逃したが桜の着物が評価されミス・ナショナルコスチュームを受賞。
2019年10月24日 - 11月4日、第46回東京モーターショー（東京モーターショー2019）のLEXUSブースにキャンギャルとして出場。キャンギャルの仕事はこれが初めてである。

## その他
趣味は韓国語の勉強と乗馬。特技はクラシックバレエ、ヒップホップ、モデルウォーキング。

## 出演

### 映画
- pallet（2022年）
- ぼっち（2022年）

### テレビドラマ
- 星新一の不思議な不思議な短編ドラマ 見失った表情（2022年、BSプレミアム・NHK BS4K）
- 隣の男はよく食べる 第3話（2023年5月18日、テレビ東京） - 韓国人役
- しょせん他人事ですから 〜とある弁護士の本音の仕事〜 第6話（2024年8月30日、テレビ東京）
- チェイサーゲームW2 美しき天女たち（2024年9月30日 - 、テレビ東京）-　パク・ヨルムのマネージャー役
- それぞれの孤独のグルメ 第2話（2024年10月12日、テレビ東京）